# 巴迪·阿德勒
巴迪·阿德勒（英語：Buddy Adler，1906年6月22日—1960年7月12日），男，美国电影制片人。曾获得塞西尔·B·德米尔奖。